# 死妹人形
『死妹人形』（しまいにんぎょう）は、2004年10月29日に九頭龍から発売されたアダルトゲーム及び、同作品を原作とするアダルトアニメである。

## あらすじ
豊かな自然に囲まれた一地方都市。主人公・レスアージュは、病弱な妹と2人、そこで平穏な日々を過ごしていた。
そんなある日、前触れ無く突然訪れた妹・ミースの死。
最愛の妹を失った喪失感に耐え切れず、レスアージュは禁忌と呼ばれる術に手を染めてしまう。それは、異界より召喚した悪魔と契約し、死者を蘇らせる邪法だった。

## 登場人物
レスアージュ・クライフォート
声：神城優斗（OVAのみ）
物語の主人公。
ミース・クライフォート
声：青山ゆかり
レスアージュの妹。
ネイファ
声：サトウユキ
レスアージュに召喚された女悪魔。
ピュセル・レインゼット
声：児玉さとみ
高名な騎士の家系の娘。
オルファノス
錬金術師。レスアージュの師匠。

## スタッフ
- 原画：椋木尋
- シナリオ：天崎カケル
- 音楽：Elements Garden、細井総司
- OPソング：「螺旋」
  - 歌：KAKO
- EDソング：「終わる夢、始まる願い」
  - 歌：片霧烈火、霜月はるか

## アダルトアニメ
2006年4月28日にANIMACより全1巻で発売された。
- 『死妹人形 第一章』 2006年4月28日発売 DVD:AMC-112

### キャスト
- レスアージュ - 神城優斗
- ミース - 青山ゆかり
- ピュセル - 児玉さとみ
- ネイファ - サトウユキ
- その他：和泉あやか、氷川涼人、事務台車、谷俊介、東かりん、小俣あさみ、神城優斗

### スタッフ
- 原作：九頭龍
- 脚本：葵刀鏡介
- プロデューサー：西村清二
- コンテ：倉井桜子
- 演出・作監：川野蛍
- キャラ設定：野口木ノ実
- 美術：宮前光春
- 色彩設定・色指定：安比野小太
- 撮影：デジタルギア
- 編集：加納美樹
- 制作進行：出占目権蔵
- 製作：ANIMAC